# Fritz Selbmann
Friedrich Wilhelm « Fritz » Selbmann, né le 29 septembre 1899 à Lauterbach (Empire allemand) et mort le 26 juin 1975 à Berlin-Est, est un homme politique est-allemand. Il est ministre de l'Industrie de 1949 à 1955.

## Biographie
Fritz Selbmann, fils d'un chaudronnier, travaille à la mine dès l'âge de 17 ans. Il est soldat pendant la Première Guerre mondiale et, en 1918, membre d'un Conseil d'ouvriers et de soldats. En 1920, il rejoint le Parti social-démocrate indépendant d'Allemagne (USPD) et en 1922, il adhère au Parti communiste d'Allemagne (KPD). 
Pendant la République de Weimar, il est arrêté à plusieurs reprises pour activités politiques et condamné à la prison. Du 4 octobre 1930 jusqu'à sa démission le 22 août 1932, il est membre du Parlement prussien, en 1932-33 membre du Reichstag et secrétaire politique dans les districts de la Haute-Silésie et Saxe. Le 7 février 1933, Fritz Selbmann participe à la conférence illégale du Comité central du KPD au Sporthaus Ziegenhals près de Berlin. La même année, il est arrêté et envoyé en prison et dans les camps de concentration de Sachsenhausen et Flossenbürg.

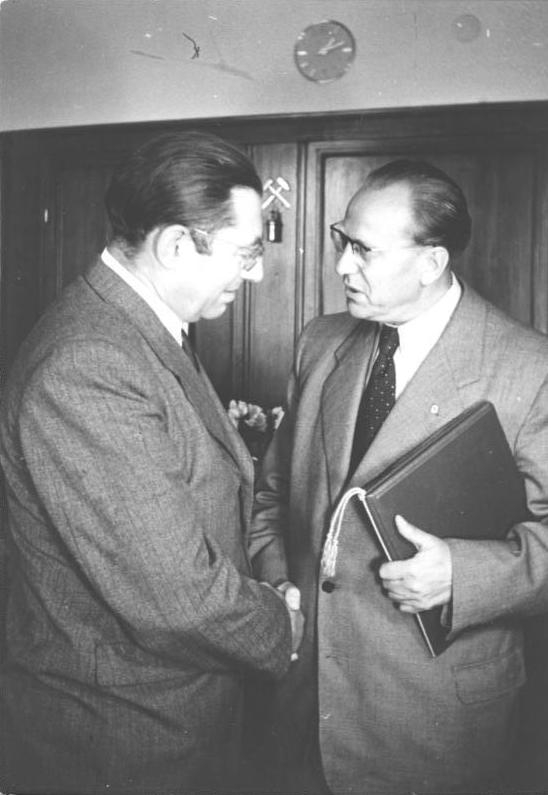
Fritz Selbmann (à gauche) et Otto Grotewohl (1949).

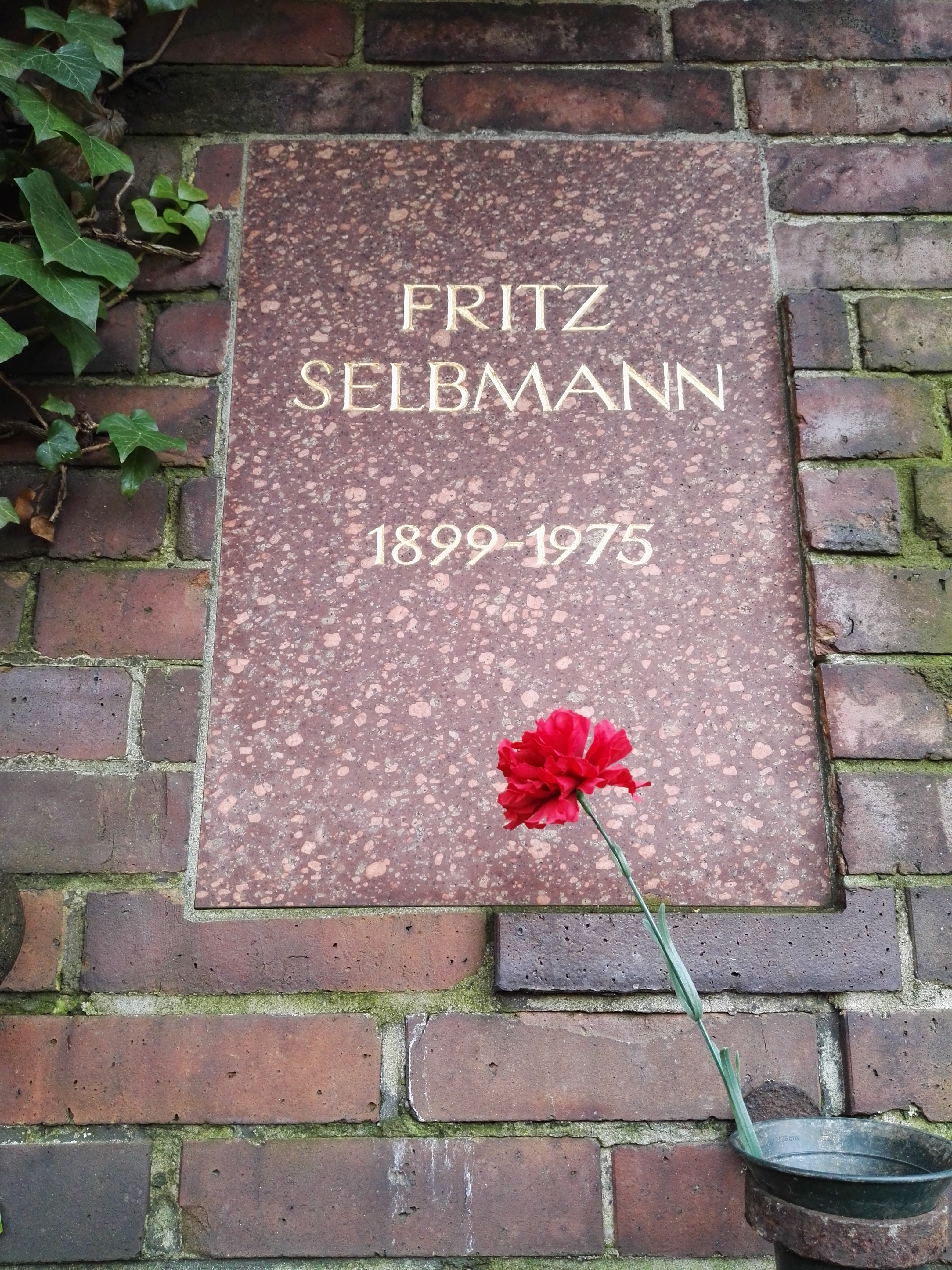
Pierre tombale au Mémorial des socialistes.

Après la libération, il occupe des postes élevés dans la zone d'occupation soviétique (vice-président de la Commission économique allemande) et dans la République démocratique allemande (dont ministre de l'Industrie, puis ministre de l'industrie lourde et vice-président de la Commission d'État pour la planification et du Conseil économique).
De 1950 à 1963, il est membre de la Chambre du peuple et de 1954 à 1958, membre du Comité central du SED. Le 17 juin 1953, lors du soulèvement à Berlin, Selbmann engage une discussion avec les grévistes.
Au début des années 1960, Fritz Selbmann se tourne vers l'écriture, publie plusieurs romans et une autobiographie, et de 1969 jusqu'à sa mort en 1975, il est vice-président de l'union des écrivains (Deutscher Schriftstellerverband).
Son urne est inhumée au Mémorial des socialistes du Cimetière central de Berlin-Friedrichsfelde.

## Distinctions
Fritz Selbmann reçoit la distinction de Héros du travail en 1953 ; il est décoré de la Bannière du Travail en 1960, l'ordre du Mérite patriotique en 1964 et son fermoir d'honneur (Ehrenspange) en 1965, l'ordre de Karl-Marx en 1969. Le Prix national de la République démocratique allemande lui est remis en 1969 pour son œuvre littéraire.
Une plaque commémorative est apposée sur sa maison natale à Lauterbach.

## Publications
- 1956 : Die neue Epoche der technischen Entwicklung, avec Gerhart Ziller, Berlin, Dietz
- 1957 : Ein Zeitalter stellt sich vor, Berlin, Verlag Technik
- 1961 : Die lange Nacht, roman, Halle/Saale, Mitteldeutscher Verlag
- 1962 : Die Heimkehr des Joachim Ott, roman, Halle/Saale, Mitteldeutscher Verlag
- 1965 : Die Söhne der Wölfe, roman, Halle/Saale, Mitteldeutscher Verlag
- 1969 : Alternative, Bilanz, Credo : Versuch einer Selbstdarstellung, autobiographie, Halle, Mitteldeutscher Verlag
- 1973 : Der Mitläufer, roman, Halle, Mitteldeutscher Verlag
- 1974 : Das Schreiben und das Lesen. Ein Sammelband, herausgeben von Martin Reso, Halle/Saale, Mitteldeutscher Verlag
- 1999 (posthume) : Acht Jahre und ein Tag. Bilder aus den Gründerjahren der DDR, autobiographie, 1945-1953